# Huty Lejowe
Huty Lejowe – polana reglowa w Dolinie Lejowej w Tatrach Zachodnich, leżąca na terenie dawnej Hali Lejowej. Nazwa polany pochodzi od istniejących na niej niegdyś pieców przetapiających wydobywane w okolicy rudy żelaza. Znajduje się w dolnym odcinku doliny, przy Lejowym Potoku, na wysokości 980–1040 m n.p.m. Polana, chociaż leży na terenie Tatrzańskiego Parku Narodowego, nie jest jego własnością, lecz należy do Wspólnoty Leśnej Uprawnionych Ośmiu Wsi z siedzibą w Witowie. Jest koszona i wypasana (tzw. wypas kulturowy), dzięki czemu nie zarasta lasem jak większość polan tatrzańskich. Część polany przy potoku jest płaska, część wschodnia znajduje się na stromym stoku Pośredniej Kopki (1305 m n.p.m.).
W górnej części polany stoi dobrze utrzymany szałas. Jest to typowy dla polskich Tatr szałas niskozrębowy, o dwuspadowym dachu. Na polanie duże połacie zachwaszczającego ją szczawiu alpejskiego, który zwykle wyrasta na miejscu koszarów (zagród dla owiec). Naprzeciwko polany, po drugiej stronie Lejowego Potoku, na wschodnim, dość stromym zboczu znajduje się druga, mniejsza polana, tzw. Jaworzyna Lejowa.

## Szlaki turystyczne
z polany Biały Potok. Tuż przed Niżnią Polaną Kominiarską łączy się on z czarnym szlakiem – Ścieżką nad Reglami. Czas przejścia z polany Biały Potok na Niżnią Polanę Kominiarską: 1:10 h, ↓ 55 min.

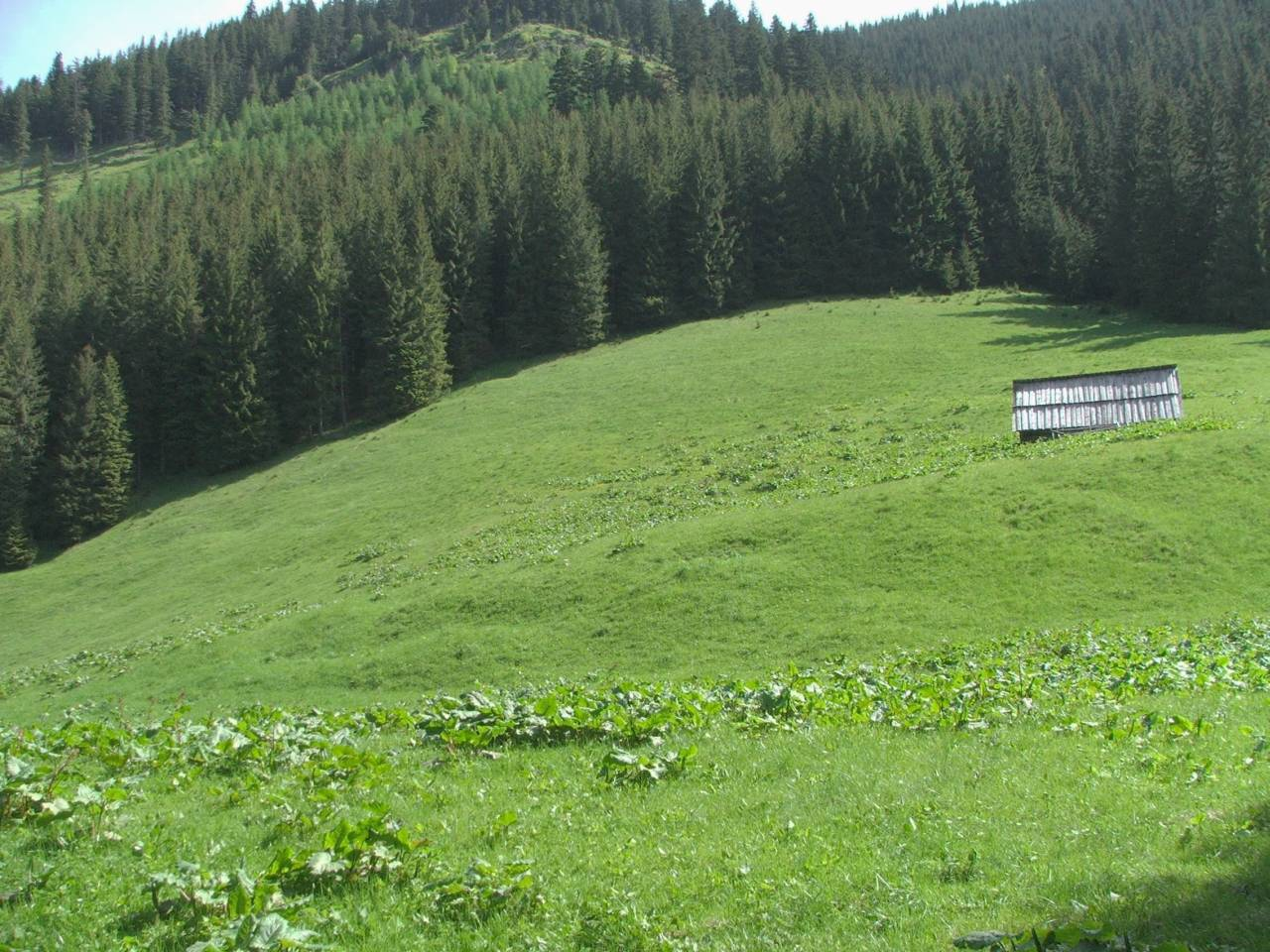
Nad polaną zbocza Pośredniej Kopki
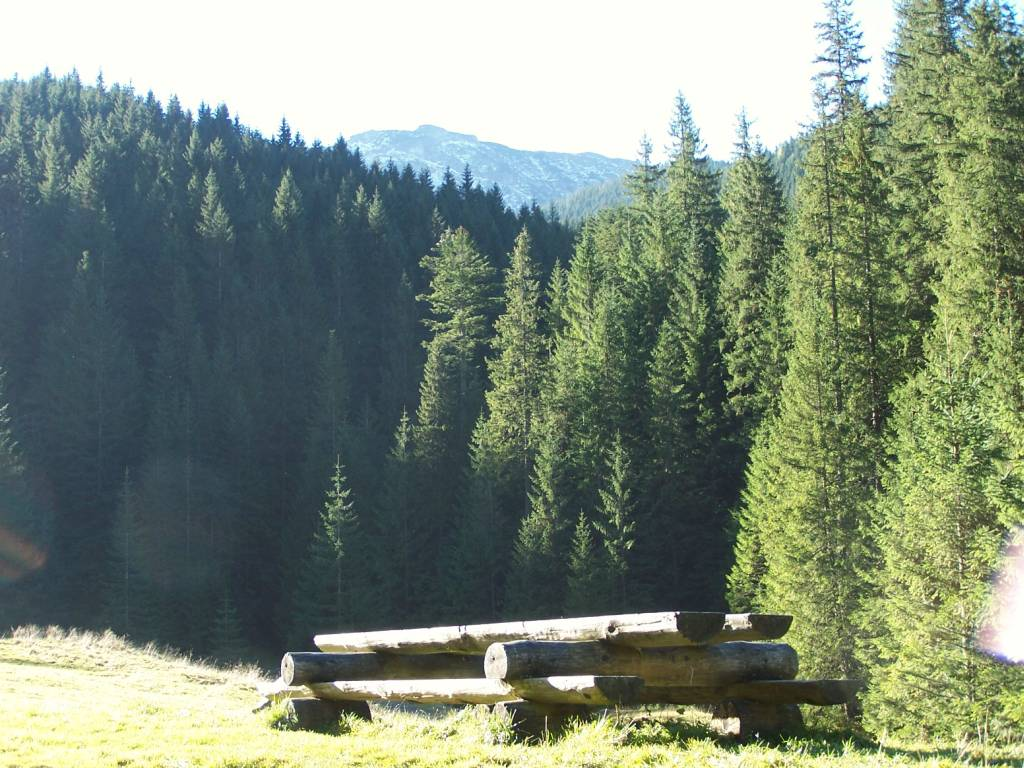
Polana Huty Lejowe